# Lijst van grietmannen van Doniawerstal
Dit is een lijst van grietmannen van de voormalige Nederlandse grietenij Doniawerstal in de provincie Friesland tot de invoering van de gemeentewet in 1851.
| Ambtsperiode  | Naam grietman                                                                  | Bijzonderheden                                                          |
| ------------- | ------------------------------------------------------------------------------ | ----------------------------------------------------------------------- |
| (15..)        | Buho Vibius Jollema                                                            |                                                                         |
| 1517-         | Gijsbert van Schoten                                                           |                                                                         |
| (1528)        | Henno Joukes                                                                   | Substituut                                                              |
| (1531)        | Pieter Visscher                                                                |                                                                         |
| (1544 - 1547) | Pier Anskes                                                                    | hij is ongeveer 1547 overleden                                          |
| - 1548        | Jancke Douwema                                                                 | hij kreeg ontslag                                                       |
| 1548-         | Gabbe van Andringa                                                             | werd benoemd uit zes kandidaten                                         |
| (1562) - 1572 | Everaert Enthes                                                                |                                                                         |
| 1572-         | Joost Vastaerds (-1582)                                                        |                                                                         |
| 1577 - 1580   | Erasmus van Douma (-1581)                                                      |                                                                         |
| 1580-1580     | Tiete van Hettinga (-1580?)                                                    | Substituut                                                              |
| (157.) - 1581 | Marten Hamkema (-1621)                                                         |                                                                         |
| (1582)        | Tzialke Meijnes                                                                |                                                                         |
| (1584)        | Auke Reijnalda                                                                 |                                                                         |
| 1591 - 1610   | Elardus Reijnalda                                                              | zoon van voorgaande                                                     |
| 1610 - 1615   | Johannes van Clant                                                             |                                                                         |
| 1615 - 1619   | Aede Reijnalda (-1619)                                                         |                                                                         |
| 1619 - 1652   | Sijds van Osinga                                                               |                                                                         |
| 1652 - 1679   | Sijbrand van Osinga (-1679)                                                    | zoon van voorgaande                                                     |
| 1679 - 1688   | Willem van Haren (1655-1728)                                                   | werd 1688 grietman van Weststellingwerf                                 |
| 1688 - 1721   | Taco van Burmania (-1705)                                                      | zwager van voorgaande                                                   |
| 1705 - 1722   | Allard van Burum (-1729)                                                       | werd 1722 grietman van Ferwerderadeel                                   |
| 1722 - 1772   | Johan Vegelin van Claerbergen (1690-1772)                                      | schoonzoon van voorgaande                                               |
| 1773 - 1795   | Frans Julius Johan van Eysinga (1752-1828)                                     |                                                                         |
| 1795 - 1816   |                                                                                | Geen grietman vanwege de Franse tijd                                    |
| 1816 - 1819   | Frans Julius Johan van Eysinga (1752-1828)                                     |                                                                         |
| 1819 - 1829   | Schelte Hessel Roorda van Eysinga (1780-1829)                                  | zoon van voorgaande, 1813-1814 wordt hij genoemd als maire van Langweer |
| 1830 - 1839   | Schelto van Heemstra (1807-1864)                                               | werd 1839 grietman van Oostdongeradeel                                  |
| 1840 - 1847   | Julius Burmania van Andringa de Kempenaer (1813-)                              |                                                                         |
| 1848 - 1851   | Watze Julius Justus Dominicus thoe Schwartzenberg en Hohenlansberg (1822-1895) | bleef tot 1852 burgemeester van Doniawerstal                            |